# Kell (vulkaan)
De Kell (Russisch: Келль) is een uitgedoofde stratovulkaan in het zuidelijk deel van het Russische schiereiland Kamtsjatka, nabij de oostkust (Vestnikgolf). De Kell is 985 meter hoog en vormt de hoogste van een aantal kleine stratovulkanen in de 3,5 kilometer brede Pizrak-caldera (die in feite uit drie gedeeltelijk geneste caldera's bestaat), direct ten noorden van de grote vulkaan Zjelotovski. In de caldera bevinden zich verder ook een aantal lavakoepels. De vulkaan is vernoemd naar de Russische geodeticus Nikolaj Kell (1883-1965).
Ten zuidoosten van de vulkaan stroomt het riviertje Iljinskaja en ten noordoosten het riviertje Vestnik.